# Tamanduaí
O tamanduaí, tamanduá-cigarra, tamanduazinho ou tamanduá-seda (nome científico: Cyclopes didactylus) Cyclopes está incluído na família Cyclopedidae Pocock, 1924, dentro da subordem Vermilingua Illiger, 1811 (Pilosa, Xenarthra), que também
contém os tamanduás-bandeira (Myrmecophaga Linnaeus, 1758) e tamanduás (Tamandua Gray, 1825), ambos da família Myrmecophagidae
Gray, 1825 
É um pequeno tamanduá arborícola encontrado em Suriname, Guiana Francesa, Venezuela, norte e nordeste do Brasil e na ilha de Trindade. O tamanduaí é o menor dos tamanduás, possuindo um comprimento do corpo de aproximadamente 20 centímetros (não muito maior que um esquilo) e comprimento de cauda medindo em torno de de 25 centímetros. O seu tamanho é a razão do nome tamanduaí, que em língua tupi significa "tamanduazinho". Seu peso raramente é maior que 400 gramas. É uma das várias espécies de tamanduás sul-americanos. 
Esta espécie é difícil de ser vista. Passa os dias dormindo, enroscado no alto das árvores. Só sai do lugar durante a noite, e mesmo assim não vai muito longe. Nunca desce ao chão. Possui pelagem amarelada, macia e sedosa, que lhe rendeu o nome popular de tamanduá-seda. Cauda preênsil de cerca de 25 centímetros de comprimento, funciona como um quinto membro. As mãos têm dois dedos, quatro dedos nas patas anteriores, com duas garras longas e curvas, olhos e orelhas pequenos.
De cor geral marrom-acastanhada, é a única espécie de Cyclopes com listras escuras dorsais e ventrais claramente marcadas. Por ser um insetívoro altamente especializado (alimenta-se predominantemente de insetos em diferentes estágios), sua manutenção em cativeiro se torna muito difícil. Devido à sua vida reclusa, pouco se conhece dos hábitos deste animal, tanto que há pouquíssimas fotografias dele na natureza. Além disso, o que dificulta ainda mais os estudos, é o fato de nenhum zoológico do mundo ter um tamanduaí em sua coleção.

## Etimologia
O nome tamanduaí é inteiramente de origem tupi. Vem de tamanduá, que deu origem a tamanduá no português brasileiro, mais o sufixo -i, que em tupi forma o grau diminutivo dos substantivos. Tamandua'i significa, portanto, "tamanduazinho", em referência a seu pequeno porte.

## Taxonomia

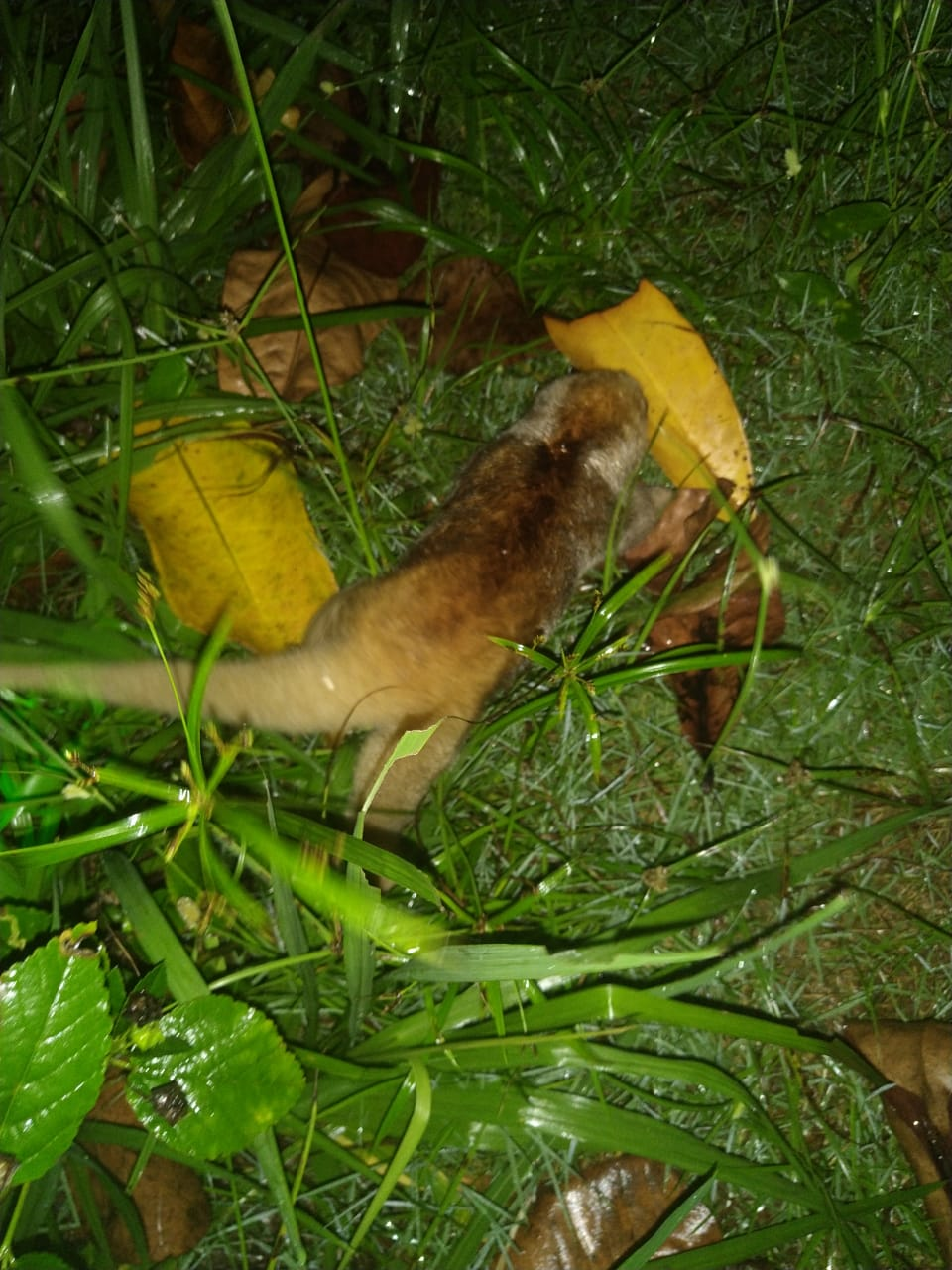

O tamanduaí possui pelagem muito densa e curta com coloração amarelo-dourada, que se torna progressivamente mais cinzenta e com uma listra escura no dorso quanto mais ao sul de sua distribuição. A cauda do tamanduaí é relativamente longa e preênsil, sendo desprovida de pelos na face ventral. O membro anterior possui duas garras longas no segundo e terceiro dedo e o membro posterior apresenta quatro garras longas.[carece de fontes?]
O tamanduaí possui uma junção na sola do pé que permite dobrar suas garras para trás sob o pé e isto, aliado à sua cauda preênsil, o auxilia a se agarrar nos galhos das árvores. São reconhecidas sete subespécies de tamanduaí. A Cordilheira dos Andes, devido a baixa taxa metabólica de tamanduaí, representa uma barreira significativa entre as populações do norte e do sul.

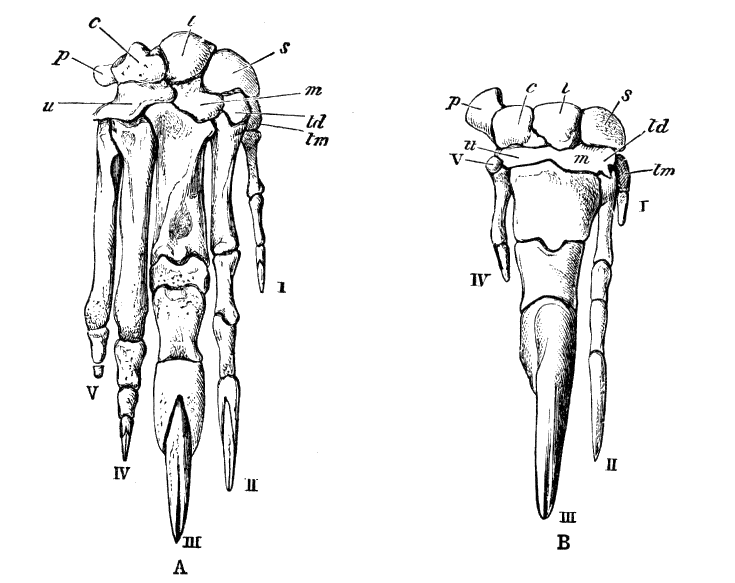
Anatomia do tamanduaí: plantar e palmar, respectivamente

## Biologia
O tamanduaí é uma espécie que vive nas árvores e raramente desce ao chão. Contudo é pouco estudado devido ao seu hábito críptico, noturno e arborícola. São solitários, com exceção do par fêmea e filhote, ou de casais que podem ficar juntos por períodos breves durante a época de reprodução. Nesta espécie ambos os pais cuidam do filhote por tempo indeterminado, sendo que o macho algumas vezes carrega o filhote no dorso.[carece de fontes?]
A espécie apresenta a maior parte de sua atividade durante a noite e descansa durante o dia entre as copas das árvores, mas não passa mais que dois dias na mesma árvore de descanso. Toma uma postura defensiva quando se sente ameaçado, erguendo-se sob suas patas posteriores, que estão sempre agarradas a algum apoio, e enrolando sua cauda seguramente a este apoio, formando um tripé. A patas da frente, denominados membros anteriores, com suas fortes garras são posicionados próximos à face do animal, que flexiona o corpo para frente e, e embora as patas dianteiras encontrem-se suspensas, o animal não perde o equilíbrio e se mantém firme.

### Alimentação
O tamanduá de seda é estritamente insetívoro. Alimenta-se principalmente de formigas arbóreas e cupins (formigas brancas), mas sabe-se que come ocasionalmente besouros.O tamanduá come em média 100 a 8000 formigas por dia. O tamanduaí utiliza da língua longa e pegajosa (semelhante ao do Tamanduá-bandeira) para se alimentar, enquanto forrageia por entre as copas das árvores.

### Reprodução

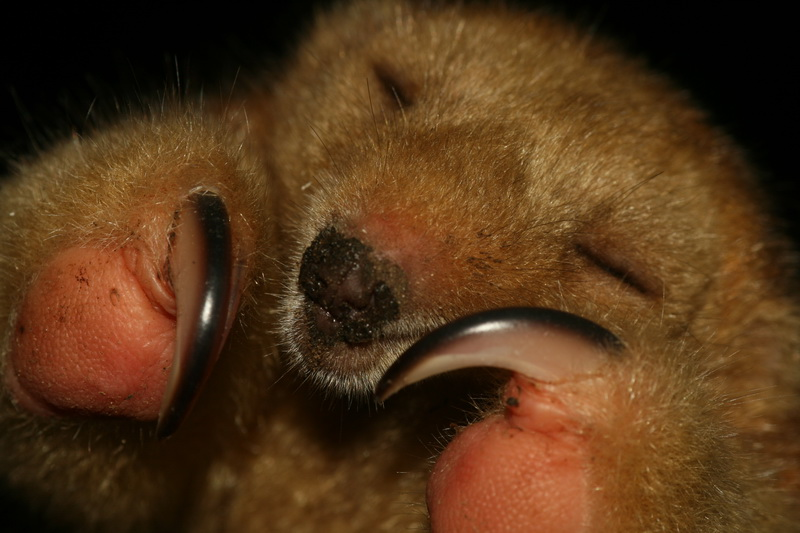
Patas dos membros anteriores do Tamanduaí

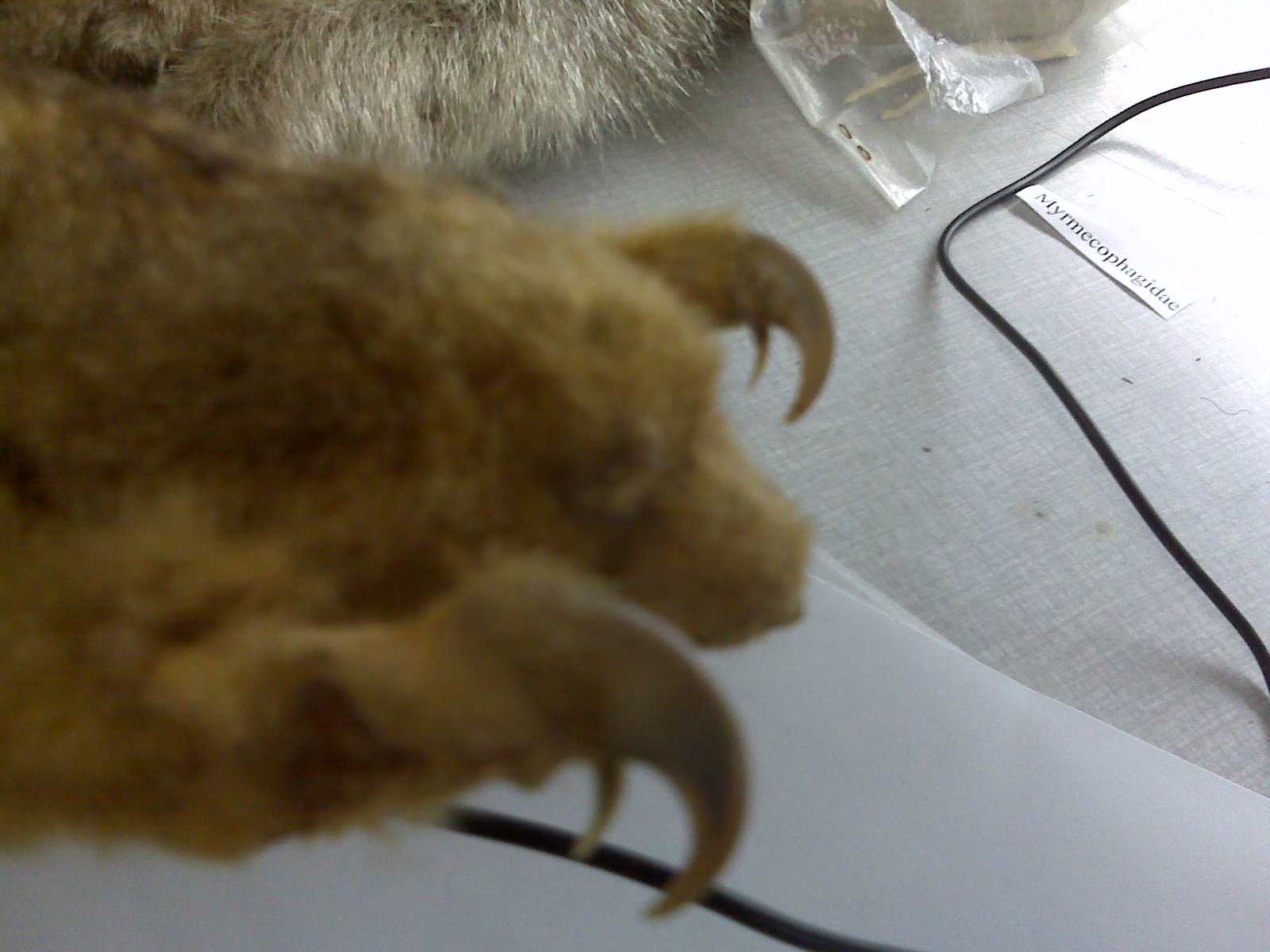
As patas dos membros posteriores do tamanduaí são adaptadas para ele se deslocar pelo estrato arbóreo

As fêmeas de tamanduaís geralmente produzem apenas um filhote por vez e o cuidado parental é intenso e o tempo médio e intervalo de gestação varia entre 120 e 150 dias. A sazonalidade reprodutiva,ou seja, o estro dura de dezembro a janeiro. Pesquisadores também observaram o nascimento de filhotes nos meses de setembro, outubro e novembro nos mangues brasileiros.. Nesta espécie ambos os pais cuidam do filhote por tempo indeterminado, sendo que o macho algumas vezes carrega o filhote no dorso. A fêmea não carrega o filhote durante suas expedições de alimentação noturnas, ao invés disso, deixa-o na árvore em que passaram o dia, por cerca de oito horas cada noite. Depois de um tempo após o nascimento, o filhote alimenta-se de insetos semidigeridos que são regurgitados por ambos os pais.

## Habitat e ecologia
O tamanduaí habita as florestas tropicais. A baixa taxa metabólica desta espécie, que se traduz em uma temperatura corporal baixa (em torno de 33°C) e sua capacidade reduzida para termorregulação, limita a sua distribuição para as florestas abaixo de 1.500m. A subpopulação do nordeste de tamanduaí é restrita a floresta tropical úmida de terras baixas e mangues.
A espécie não é restrita a habitats primários, podendo ser encontrada em florestas secundárias. Esta espécie não é capaz de sobreviver em plantações de cana-de-açúcar e culturas agrícolas que substituiu a vegetação original na região que a população de tamanduaí ocupa na Mata Atlântica.
O Tamanduaí é reconhecido com uma população do nordeste isolada da população principal por aproximadamente 1 000 quilômetros. Por provavelmente ter permanecido separada das populações amazônicas desde o Pleistoceno, quando as florestas Atlântica e Amazônica retraíram, sendo substituídas pela Caatinga teve como consequência a população do litoral nordestino podendo ser suficientemente diferenciada a nível genético para representar uma significativa unidade evolutiva. Para a subpopulação da Mata Atlântica do nordeste, não se sabe se a área de ocupação é maior que 2 000 quilômetros quadrados.

### Ameaças
As populações silvestres de Tamanduaís são afetadas principalmente pela redução e fragmentação de seu habitat devido ao desmatamento e a incêndios florestais. A captura do animal para utilização como animal doméstico é comum na região amazônica. No entanto, as principais ameaças identificadas para o táxon foram: agricultura, desconexão de habitat, apanha e comércio ilegal.

## Áreas protegidas
Florestas Nacionais de Saracá-Taquera e do Tapajós, Parque Estadual Monte Alegre  e Parque Nacional da Amazônia  no estado do Pará; Reserva Extrativista Arapixi, Parque Nacional do Jaú no Amazonas; Parque Nacional Serra do Divisor e Floresta Nacional Macauã no Acre; Parque Nacional do Viruá  e Estação Ecológica de Maracá em Roraima e Parque Nacional do Araguaia.

### Conservação

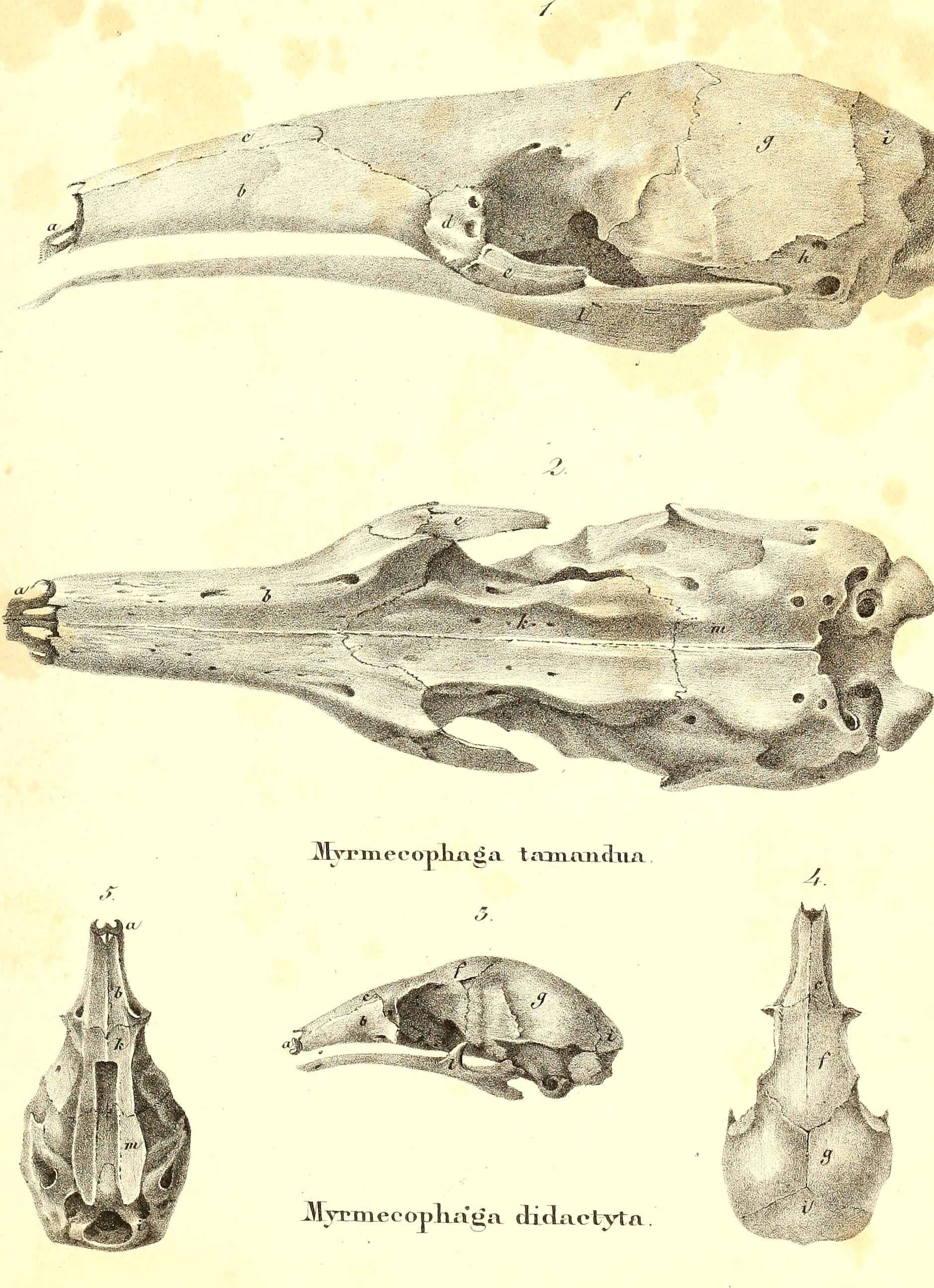
Anatomia do Tamanduaí: crânio

Para a subpopulação do nordeste de Tamanduaís é necessário a criação de novas Unidades de Conservação, implementação das mesmas, estabelecimento de um manejo metapopulacional que preveja corredores ecológicos. De tal forma o Instituto de pesquisa e conservação de Tamanduás no Brasil, o Projeto Tamanduá (coordenação: Flávia Miranda) desenvolve pesquisa de variação geográfica e distribuição de tamanduaí, além de ser a principal organização de preservação da espécie no Brasil.